# Lippensynchronisation
Unter Lippensynchronisation (auch Lip sync) versteht man eine Synchronisationstechnik, die dazu verwendet wird, die Lippenbewegung in einem visuellen Medium mit den gesprochenen Wörtern einer Audiospur synchron abzugleichen.

## Geschichte
Lippensynchronisation wurde bereits in der ersten Hälfte des 20. Jahrhunderts als technisches Mittel in der Popmusik und Filmproduktion eingesetzt, um dafür zu sorgen, dass die Zuschauer keine Unstimmigkeiten zwischen Körper und Stimme merken.
In Dennis Potters BBC-Fernsehserie Tanz in den Wolken aus dem Jahr 1978 wurde Lippensynchronisation erstmals nicht mehr versteckt, sondern offenkundig preisgegeben. Die Serie erzählt, wie ein Handelsreisender seinen Qualen entflieht, indem er mittels Lippensynchronisation in die Welt der Musik eintaucht.
Seit dem Aufkommen von MTV und professionellen Musikvideos in den 1980er Jahren haben sich viele Künstler bei ihren Live-Shows auf visuelle Effekte konzentriert anstatt auf das Live-Singen. Mit der Zeit kam es daher häufiger zu Verdachtsäußerungen, dass Sänger gar nicht live gesungen haben.
Durch das Aufkommen moderner Videobearbeitungssoftware und des Web 2.0 wurde es deutlich einfacher, Lippensynchronisationsvideos zu produzieren und zu verbreiten.

## Anwendung

### Musik
In der Musik wird Lippensynchronisation verwendet, um eine bereits zuvor aufgenommene Stimme, bei einem Live-Auftritt oder Musikvideo eines Sängers abzuspielen. Der Sänger imitiert dabei die Lippenbewegung des Gesangs, ohne dabei die Originalstimme zu singen oder tut dies nur sehr leise.
Als Playback versteht man das Abstimmen des Bildes mit einer Tonaufzeichnung. Die reine Audiospur eines Songs ohne den Gesang und meistens mit einer Einblendung der Lyrics zum Nachsingen z. B. im Karaoke-Format wird als Playback-Version bezeichnet. Sänger, die für eine andere Person, Filme, Musikvideos oder andere visuelle Produktionen vorsingen, werden daher auch Playback-Sänger oder Ghost-Sänger (von Ghostwriter) genannt. Ein Musikvideo, in dem die Darsteller ihre Lippen passend zum Text des eingespielten Musikstücks bewegen, werden als Lipdub bezeichnet. Musikalische Lippensynchronisation ist vor allem in Bollywood-Filmen beliebt. Eine durch den Computer verbesserte Stimme wird auch als Auto-Tune bezeichnet.
Bei den Spielen von Musikinstrumenten gibt es ein ähnliches Phänomen, welches auch als Fingersynchronisation bezeichnet wird.

### Film und Fernsehen
In der Filmproduktion ist die Lippensynchronisation oft Teil der Postproduktionsphase. Die meisten Filme und Fernsehserien enthalten heute Szenen, in denen der Dialog nachträglich neu aufgenommen wurde. Die Technik wird vor allem dazu verwendet, ausländische Filme und Fernsehserien durch Synchronsprecher (Dubbing) in eine andere Sprache zu übersetzen und animierten Charakteren eine Stimme zu verleihen. Auch Gesangseinlagen wurden meist bereits vorher aufgenommen. Als Fandub versteht man Film- oder TV-Produktionen, die von Fans in Eigenarbeit mit einer neuen Tonspur versehen werden.
Bei einigen Produktionen wie z. B. Anime-Serien, wo sich eine sprachliche Synchronisation wirtschaftlich nicht genügend rentiert oder die Originalvertonung durch die Übersetzung ihren Charme verliert, wird stattdessen ein Untertitel für die Übersetzung gesetzt. Erschwert wird die Lippensynchronisation von übersetzten Dialogen dadurch, dass die gesprochenen Wörter und Sätze in jeder Sprache eine unterschiedliche Länge haben und nicht denselben Satzbau besitzen. Teilweise müssen daher die Übersetzungen angepasst werden. Viele Anime, Animationsfilme und Zeichentrickserien verzichten daher z. B. auch auf eine Darstellung von Sprachlauten bei den Mundbewegungen.

### Computerspiele
Frühe Computerspiele konnten aus technischen Gründen keine Sprachausgaben verwenden. In den 1970er- und frühen 1980er-Jahren verwendeten die meisten Computerspiele daher einfache elektronische Klänge wie Pieptöne und simulierte Explosionsgeräusche (vergleiche auch 8-Bit-Sound / Chiptune). Diese Spiele enthielten höchstens einige generische Kiefer- oder Mundbewegungen, um zusätzlich zum Text einen Kommunikationsprozess zu vermitteln.
Da Spiele in den 1990er und 2000er Jahren immer mehr Möglichkeiten für die Audioausgabe erhalten haben, sind Lippensynchronisation und Sprachsteuerung zu einem Hauptfokus vieler Spiele geworden.

### Netzkultur
Auch innerhalb der Netzkultur gibt es zahlreiche Webvideos und Internetmemes, die sich dieser Technik bedienen.
Die bekannteste Plattform für Lippensynchronisationsvideos ist TikTok (ehemals Musical.ly). Sie ist vor allem bei Jugendlichen beliebt. Eine ähnliche App ist Dubsmash.
Eines der bekanntesten und ältesten Lippensynchronisationsvideos im Internet ist „Numa Numa“, welches von dem US-Amerikaner Gary Brolsma aufgenommen wurde und sich auf das Lied Dragostea din tei bezieht. Es wurde so viral, dass es auch in Serien wie South Park parodiert wurde.

## Technik

### Fehler durch die Bildübertragung
Um eine authentische Lippensynchronisation zu ermöglichen, ist es wichtig, dass es keine Zeitverzögerung gibt und Bild und Ton zeitgleich und glaubhaft ablaufen. Bei der Bildübertragung über Terrestrische Systeme oder das Internet kann es daher zu Problemen bei der Lippensynchronisation kommen, wenn die Audio- und Videospur nicht gleichzeitig ankommen. Um die Einschaltquote zu bewahren und Zufriedenheit der Kunden nicht durch Lippensynchronisationsfehler durch die Übertragung zu verletzen, versucht die Fernsehindustrie daher, die Fehler gering zu halten. Im Jahr 2015 hat die  SMPTE (Society of Motion Picture and Television Engineers) daher den Standard ST2064 eingeführt, der eine Technologie zur starken Reduzierung bzw. Beseitigung von Lippensynchronisationsfehlern bei Fernsehprogrammen bietet.

### Videobearbeitung
In der Videobearbeitung wird die Audiospur mit dem eingesprochenen Text mit der Videospur abgeglichen. Dafür kann unterschiedliche Videoschnittsoftware verwendet werden.
Als Voiceover werden allgemein Techniken bezeichnet, bei der eine Tonaufnahme über eine andere Video- oder Audiospur gelegt wird. Software soll mit einer Künstlichen Intelligenz für Gesichtserkennung und Hilfestellungen, die Lippensynchronisation erleichtern.

## Gründe für den Einsatz von Lippensynchronisation
Neben dem reinen Täuschen aus finanziellen oder Anerkennungsgründen, kann der Einsatz von Lippensynchronisation bekannter Sänger verschiedene Gründe haben.
So wird die Technik zum Beispiel verwendet, damit sich der Sänger mehr auf das Schauspiel, eine Choreografie oder eine andere starke körperliche oder geistige Leistung konzentrieren kann. Ein bekanntes Beispiel hierfür ist z. B. Michael Jackson, der dies bewusst machte, um seine Musikvideos besser inszenieren zu können. Durch die Vielzahl an aufwendig produzierten Musikvideos, die auf  MTV und im Internet zu sehen sind, steigen außerdem die Erwartungen der Fans an den Live-Auftritt. Künstler können daher an Lampenfieber, Versagensängsten und Perfektionsdruck leiden und Lippensynchronisation als Sicherheitsfaktor verwenden.
Teilweise wechseln Musiker auch zwischen Live-Gesang und Lippensynchronisation, z. B. um schwierige und showintensive Parts professioneller aussehen zu lassen.

## Kritik
In Kritik gerät die Authentizität und Glaubwürdigkeit der Sänger, die mit Lippensynchronisation auftreten. Es wird kritisiert, dass beim Kauf eines teuren Konzerttickets, die Käufer ein Recht darauf haben, die Live-Stimme zu hören. Da dies aber meist nicht preisgegeben wird und es keine wirklichen Gesetze für die Offenlegung gibt, plant z. B. die Regierung des australischen Bundesstaates New South Wales, neue Gesetze diesbezüglich einzuführen. Gegner sind daher der Überzeugung, dass es besser ist, musikalische Fehler zu machen, als die Fans zu belügen, um einen perfekten Auftritt vorzutäuschen.